# Molvena caledonica
Molvena caledonica är en fjärilsart som beskrevs av Holloway 1979. Molvena caledonica ingår i släktet Molvena och familjen nattflyn. Inga underarter finns listade i Catalogue of Life.